# Jan Marek Cieplik
Jan Marek Cieplik (ur. 19 marca 1931 w Ostrzeszowie, zm. 4 czerwca 2023) – protetyk stomalogiczny, regionalista, samorządowiec, społecznik.

## Życiorys
Syn Piotra Cieplika i Ireny z domu Strońskiej. Edukację rozpoczął  w 1937, którą udało mu się ukończyć dzięki tajnemu nauczaniu. W 1945 zdał egzamin do Gimnazjum w Ostrzeszowie, w 1948 tzw. „małą maturę”, a w 1950 egzamin dojrzałości w Liceum w Ostrowie Wielkopolskim. Kontynuował edukację w Technikum Dentystycznym we Wrocławiu. 
Pracował jako protetyk stomatologiczny od 1953  w Szczecinie, od 1960  w Ostrzeszowie, od 1972 do 1978 w Kępnie. Powołany przez Wojewodę Kaliskiego na stanowisko zastępcy dyrektora ZOZ w Kępnie. W 1987 otworzył prywatny gabinet protetyczny  w Ostrzeszowie, gdzie pracował do emerytury.
Działał w Społecznej Radzie Kultury przy Ostrzeszowskim Centrum Kultury. W 1962 został prezesem chóru męskiego „Dzwon”, którym kierował do jego rozwiązania. W 2003 zapoczątkował, wspólnie z prof. Janem Ślękiem oraz prof. Janem Miodkiem, coroczne Koncerty Muzyki Wiedeńskiej w Ostrzeszowie.
Od 1937 należał do drużyny zuchów, później doszedł do stopnia podharcmistrza w ZHP. W okresie okupacji ukrywał na ostrzeszowskim cmentarzu tablicę oraz inne elementy Pomnika Powstańców Wielkopolskich. W 1984 kierował pracami Społecznego Komitetu Budowy Pomnika Harcerskiego („Lilijki”). 
W 1961 r. w Ostrzeszowie był współzałożycielem Towarzystwa Przyjaciół Ziemi Ostrzeszowskiej, w którym działał do śmierci a od 2002 jednym ze współzałożycieli Stowarzyszenia  
„Uniwersytet Trzeciego Wieku” w Ostrzeszowie. Działał także w klubach sportowych – KS „Victoria”, „Budowlani” oraz „Piast” Ostrzeszów. 
W 1988 r. wybrany na radnego Wojewódzkiej Rady Narodowej w Kaliszu, gdzie był wiceprzewodniczącym  Komisji Zdrowia. W latach 1994–1998 był radnym Rady Miejskiej Ostrzeszów, sprawując funkcję przewodniczącego Komisji Zdrowia. Od 1999 do 2006 przewodniczył Związkowi Gmin Powiatu Ostrzeszowskiego. W latach 1990–1998 był członkiem Rady Nadzorczej ZOZ w Ostrzeszowie.
Był współautorem książki "Dzieje Ostrzeszowa".
Zmarł 4 czerwca 2023. Pochowany został 10 czerwca 2023 na cmentarzu w Ostrzeszowie w grobowcu rodzinnym Sektor C4/ Rząd 2 / Numer 2

## Publikacje
- Działalnośc służby zdrowia (w) Dzieje Ostrzeszowa , Kalisz 1990, s. 353-405
- Antoni Serbeński -artysta -plastyk (w) Dzieje Ostrzeszowa , Kalisz 1990, s. 401-405
- Krajobraz ostrzeszowski i turystyka po regionie (w) Dzieje Ostrzeszowa , Kalisz 1990, s. 423-437
- Ostrzeszów, który pamietam (w) Ostrzeszowska Kronika Regionalna I (2001), s. 9-22[8]
- Józef Cieplik, mój starszy brat (w) Ostrzeszowska Kultura 9/2018 s.10-11[9]

## Odznaczenia
- Srebrny i Złoty Medal za Zasługi dla SPP,
- Srebrny Medal Opiekuna Miejsc Pamięci Narodowej,
- Honorowa Odznaka Zasłużony Działacz Federacji Towarzystw Kulturalnych Ziemi Kaliskiej
- Odznaka Zasłużony dla Chorągwi Kaliskiej ZHP.
- W 2002 r. wyróżniony przez Towarzystwo Przyjaciół Ziemi Ostrzeszowskiej tytułem honorowym „Przyjaciel Ziemi Ostrzeszowskiej”[3].
- Medal „Za zasługi dla Miasta i Gminy Ostrzeszów” (17 czerwca 2019)[10][1][11][12][13][14][15].

## Upamiętnienie
W 2023 roku, w „Ostrzeszowskiej Kronice Regionalnej” opublikowano wspomnienia poświęcone jego osobie.